# Institut für Ukrainische Sprache
Institut für Ukrainische Sprache ist eine wissenschaftliche Forschungsanstalt in der ukrainischen Hauptstadt Kiew, die sich der Sprachforschung widmet.
Ziel ist es, die ukrainische Sprache in ihrem gegenwärtigen Gebrauch und in ihrer Geschichte wissenschaftlich zu erforschen und zu dokumentieren.
Gegründet wurde das Institut im Jahr 1991. Es gehört zusammen mit vielen anderen Forschungsinstituten zur Nationalen Akademie der Wissenschaften der Ukraine.
Die prominentesten Wissenschaftler des Instituts sind: Pavlo Hryzenko, Vasyl Nimtschuk, Ivan Vychovanez, Svitlana Jermolenko, Nina Klymenko.

## Aktivitäten
Zentrale Aufgabe des Instituts ist die wissenschaftliche Forschung der ukrainischen Sprache als ein gesellschaftliches, historisches, territoriales, strukturelles, nationales und kulturelles Phänomens. 
Das Institut betreibt Forschung nach den folgenden Richtungen:
- sozialer Status und Funktionen der ukrainischen Sprache;
- Struktur der ukrainischen Sprache (Wortschatz, Grammatik, Reglementierung und Kodifizierung der Standardsprache);
- gesellschaftliche, berufliche und territoriale Differenzierung der ukrainischen Sprache;
- Quellen der Entstehung und der historischen Entwicklung der ukrainischen Sprache;
- Beziehungen der ukrainischen Sprache mit anderen slawischen und nicht-slawischen Sprachen;
- Bildung und Dynamik von Namensystem in der Ukraine;
- Entwicklung von Terminsystem der Fachdisziplinen und der beruflichen Aktivitäten.

## Struktur und Arbeitsgebiete
Die wissenschaftliche Arbeit des Instituts findet in langfristigen behördlichen Projekten von Nationaler Akademie der Wissenschaften der Ukraine statt. Man arbeitet in neun Abteilungen:
- Abteilung für Grammatik
- Abteilung für Dialektforschung
- Abteilung für Sprachgeschichte
- Abteilung für Lexikologie und Lexikographie
- Abteilung für Wissenschaftsterminologie
- Abteilung für Onomastik
- Abteilung für Soziolinguistik
- Abteilung für Stilistik und Sprachkultur
- Abteilung für mathematische Linguistik

Neben den Abteilungen stellt das Institut mit Bibliothek wichtige Arbeitsmittel für Forscher zur Verfügung.

## Publikationen
Das Institut ist Veröffentlicher einiger wissenschaftlicher und populärwissenschaftlicher Fachzeitschriften, dazu gehören:
- «Українська мова» (Ukrainisch);
- «Культура слова»  (Wortkultur);
- «Лексикографічний бюлетень»  (Bulletin für Lexikographie);
- «Студії з ономастики та етимології» (Studien zur Namenforschung und Etymologie);
- «Термінологічний вісник» (Informationsblatt für Terminologie).